# Selvin Cárcamo
Selvin Nemesio Cárcamo Sandoval (Olanchito; 25 de mayo de 1949) es un exfutbolista hondureño que se desempeñaba como defensa.

## Trayectoria
Debutó con el CD Vida en la Liga Nacional 1967-68, esta campaña apareció solamente en cuatro partidos. La siguiente, fue fichado por el CD Olimpia, donde se convertiría en uno de sus mejores jugadores en esa época.
La primera temporada anotó dos goles, ante Atlético Indio y su exequipo Vida y consiguió el subcampeonato de Liga Nacional. La siguiente, obtuvo el único título de manera invicta, tras cosechar 16 victorias y 11 empates.

## Selección nacional
En la selección de Honduras fue convocado en las preliminares del Campeonato de Naciones de la Concacaf de 1971, logrando acceder al torneo.
Volvió a las eliminatorias del Mundial de Alemania Federal 1974 y en el partido de vuelta ante Costa Rica, desafortunadamente se metió un autogol.

### Participaciones en Campeonatos Concacaf
| Copa                                          | Sede              | Resultado     | Part. | Goles |
| --------------------------------------------- | ----------------- | ------------- | ----- | ----- |
| Campeonato de Naciones de la Concacaf de 1971 | Trinidad y Tobago | Sexto puesto  | 5     | 0     |
| Campeonato de Naciones de la Concacaf de 1973 | Haití             | Cuarto puesto | 2     | 0     |

## Palmarés

### Títulos nacionales
| Título        | Equipo  | País     | Año     |
| ------------- | ------- | -------- | ------- |
| Liga Nacional | Olimpia | Honduras | 1969-70 |
| Liga Nacional | Olimpia | Honduras | 1971-72 |
| Liga Nacional | Olimpia | Honduras | 1977-78 |

### Títulos internacionales
| Título                           | Equipo  | País     | Año  |
| -------------------------------- | ------- | -------- | ---- |
| Copa de Campeones de la Concacaf | Olimpia | Honduras | 1972 |